# Elecciones municipales de Huamanga de 1993
Las elecciones municipales de Huamanga de 1993 se llevaron a cabo el 29 de enero de 1993 para elegir al alcalde y al Concejo Provincial de Huamanga para el periodo 1993-1995. La elección se celebró simultáneamente con elecciones municipales (provinciales y distritales) en todo el país.

## Sistema electoral
La Municipalidad Provincial de Huamanga es el órgano administrativo y de gobierno de la provincia de Huamanga. Está compuesta por el alcalde y el Concejo Provincial.
La votación del alcalde y el concejo se realiza en base al sufragio universal, que comprende a todos los ciudadanos nacionales mayores de dieciocho años, empadronados y residentes en la provincia de Huamanga y en pleno goce de sus derechos políticos, así como a los ciudadanos no nacionales residentes y empadronados en la provincia de Huamanga.
El Concejo Provincial de Huamanga está compuesto por 19 regidores elegidos por sufragio directo para un período de tres (3) años, en forma conjunta con la elección del alcalde (quien lo preside). La votación es por lista cerrada y bloqueada. Se asigna a la lista ganadora los escaños según el método d'Hondt o la mitad más uno, lo que más le favorezca.

## Composición del Concejo Provincial de Huamanga
La siguiente tabla muestra la composición del Concejo Provincial de Huamanga antes de las elecciones.
| Partidos | Partidos                  | Regidores |
| -------- | ------------------------- | --------- |
|          | Acción Popular            | 10        |
|          | Izquierda Unida           | 3         |
|          | Partido Aprista Peruano   | 3         |
|          | Partido Popular Cristiano | 2         |
|          | Movimiento Libertad       | 1         |

## Partidos y candidatos
A continuación se muestra una lista de los principales partidos y alianzas electorales que participaron en las elecciones:
| Candidatura | Candidatura | Partidos y alianzas | Candidatos | Candidatos                 | Ideología                                                  | Resultado previo | Resultado previo | Ref. |
| Candidatura | Candidatura | Partidos y alianzas | Candidatos | Candidatos                 | Ideología                                                  | Votos (%)        | Reg.             | Ref. |
| ----------- | ----------- | --- | ---------- | -------------------------- | ---------------------------------------------------------- | ---------------- | ---------------- | ---- |
|             | AP          | Lista - Acción Popular (AP) |            | Jorge García Prado         | Humanismo Nacionalismo cívico Reformismo                   | 26.03%           | 10               |      |
|             | IU          | Lista - Izquierda Unida (IU) – Unión de Izquierda Revolucionaria (UNIR) – Partido Comunista Peruano (PCP) – Frente Obrero Campesino Estudiantil y Popular (FOCEP) |            | Juan Ochoa Sotomayor       | Marxismo-leninismo Mariateguismo Socialismo democrático    | 25.22%           | 3                |      |
|             | APRA        | Lista - Partido Aprista Peruano (APRA) |            | Gotardo Miranda Gutiérrez  | Aprismo                                                    | 21.87%           | 3                |      |
|             | PPC         | Lista - Partido Popular Cristiano (PPC) |            | José Cubas Cubas           | Democracia cristiana Conservadurismo Liberalismo económico | 15.81%           | 2                |      |
|             | Libertad    | Lista - Movimiento Libertad (Libertad) |            | Aurelio Polack Gabancho    | Liberalismo clásico Democracia liberal Republicanismo      | 8.86%            | 1                |      |
|             | FNTC        | Lista - Frente Nacional de Trabajadores y Campesinos (FNTC) |            | Luxcina Sotelo de Alarcón  | Nacionalismo de izquierda Tahuantinsuyismo                 | Nuevo            | Nuevo            |      |
|             | MSI         | Lista - Movimiento Social Independiente (MSI) |            | Leopoldo Gálvez Morote     | Conservadurismo social Populismo de derecha                | Nuevo            | Nuevo            |      |
|             | Frepap      | Lista - Frente Popular Agrícola del Perú (Frepap) |            | Fortunata Pariona Figueroa | Israelismo Fundamentalismo cristiano Populismo             | Nuevo            | Nuevo            |      |
|             | IND         | Lista - Lista Independiente N° 3 |            | Julio Ponce Albornoz       | Localismo huamanguino                                      | Nuevo            | Nuevo            |      |
|             | IND         | Lista - Lista Independiente N° 7 |            | Juan Quispe Flores         | Localismo huamanguino                                      | Nuevo            | Nuevo            |      |
|             | IND         | Lista - Lista Independiente N° 9 |            | Manuel Pérez Saez          | Localismo huamanguino                                      | Nuevo            | Nuevo            |      |
|             | IND         | Lista - Lista Independiente N° 19 |            | Walter Ascarza Olivares    | Localismo huamanguino                                      | Nuevo            | Nuevo            |      |
|             | IND         | Lista - Lista Independiente N° 21 |            | Óscar Terrones Vigil       | Localismo huamanguino                                      | Nuevo            | Nuevo            |      |

Otros candidatos
| Partidos y alianzas | Partidos y alianzas       | Candidatos              |
| ------------------- | ------------------------- | ----------------------- |
|                     | Lista Independiente N° 5  | Máximo Chavez Huallanca |
|                     | Lista Independiente N° 7  | Pastor Pérez Acevedo    |
|                     | Lista Independiente N° 13 | Jumber Mayta Pizarro    |
|                     | Lista Independiente N° 15 | Bruno Medina Hermosa    |

## Resultados

### Sumario general
|                        |                                                     |              |              |              |           |           |
| Partidos y coaliciones | Partidos y coaliciones                              | Voto popular | Voto popular | Voto popular | Regidores | Regidores |
| Partidos y coaliciones | Partidos y coaliciones                              | Votos        | %            | ±pp          | Total     | +/−       |
|                        | Lista Independiente N° 19                           | 3,035        | 14.98        | n/a          | 11        | +11       |
|                        | Lista Independiente N° 9                            | 2,743        | 13.53        | n/a          | 2         | +2        |
|                        | Acción Popular (AP)                                 | 2,311        | 11.40        | –14.63       | 1         | –9        |
|                        | Lista Independiente N° 21                           | 1,731        | 8.54         | n/a          | 1         | +1        |
|                        | Lista Independiente N° 3                            | 1,576        | 7.78         | n/a          | 1         | +1        |
|                        | Partido Aprista Peruano (APRA)                      | 1,477        | 7.29         | –14.58       | 1         | –2        |
|                        | Izquierda Unida (IU)                                | 1,207        | 5.96         | –19.26       | 1         | –2        |
|                        | Lista Independiente N° 17                           | 1,203        | 5.94         | n/a          | 1         | +1        |
|                        | Frente Nacional de Trabajadores y Campesinos (FNTC) | 701          | 3.46         | Nuevo        | 0         | ±0        |
|                        | Lista Independiente N° 7                            | 699          | 3.45         | n/a          | 0         | ±0        |
|                        | Lista Independiente N° 5                            | 690          | 3.40         | n/a          | 0         | ±0        |
|                        | Movimiento Libertad (Libertad)                      | 639          | 3.15         | –5.71        | 0         | –1        |
|                        | Movimiento Social Independiente (MSI)               | 553          | 2.73         | Nuevo        | 0         | ±0        |
|                        | Partido Popular Cristiano (PPC)                     | 550          | 2.71         | –13.10       | 0         | –2        |
|                        | Frente Popular Agrícola del Perú (Frepap)           | 480          | 2.37         | Nuevo        | 0         | ±0        |
|                        | Lista Independiente N° 15                           | 340          | 1.68         | n/a          | 0         | ±0        |
|                        | Lista Independiente N° 13                           | 332          | 1.64         | n/a          | 0         | ±0        |
|                        |                                                     |              |              |              |           |           |
| Total                  | Total                                               | 20,267       |              |              | 19        | ±0        |
|                        |                                                     |              |              |              |           |           |
| Votos válidos          | Votos válidos                                       | 20,267       | 62.59        | –37.41       |           |           |
| Votos en blanco        | Votos en blanco                                     | 1,239        | 3.83         | +3.83        |           |           |
| Votos nulos            | Votos nulos                                         | 10,873       | 33.58        | +33.58       |           |           |
| Votos emitidos         | Votos emitidos                                      | 32,379       | 37.54        | n/a          |           |           |
| Abstenciones           | Abstenciones                                        | 53,871       | 62.46        | n/a          |           |           |
| Votantes registrados   | Votantes registrados                                | 86,250       |              |              |           |           |
|                        |                                                     |              |              |              |           |           |
| Fuente:                |                                                     |              |              |              |           |           |

## Elecciones municipales distritales

### Resultados por distrito
La siguiente tabla enumera el control de los distritos de la provincia de Huamanga. El cambio de mando de una organización política se resalta del color de ese partido.
| Distrito            | Alcalde(sa) titular        | Partido político           | Partido político           | Alcalde(sa) electo(a)      | Partido político | Partido político                 |
| ------------------- | -------------------------- | -------------------------- | -------------------------- | -------------------------- | ---------------- | -------------------------------- |
| Acocro              | Auberto Morote Enciso      |                            | Lista Independiente FIA    | Auberto Morote Enciso      |                  | Lista Independiente N° 17        |
| Acos Vinchos        | Sin información disponible | Sin información disponible | Sin información disponible | Wenceslao Quispe Castro    |                  | Lista Independiente N° 3         |
| Carmen Alto         | Sin información disponible | Sin información disponible | Sin información disponible | Marcelino Aucca Concho     |                  | Lista Independiente N° 9         |
| Chiara              | Vicente Barrios Palomino   |                            | Partido Aprista Peruano    | Filomeno Maldonado Nuñez   |                  | Acción Popular                   |
| Ocros               | Julián Peralta Guillen     |                            | Acción Popular             | Magno Castillo Peralta     |                  | Lista Independiente N° 19        |
| Pacaycasa           | Sin información disponible | Sin información disponible | Sin información disponible | Julián Janampa Huamantinco |                  | Frente Popular Agrícola del Perú |
| Quinua              | Susano Mendoza Pareja      |                            | Partido Popular Cristiano  | Susano Mendoza Pareja      |                  | Lista Independiente N° 17        |
| San José de Ticllas | Sin información disponible | Sin información disponible | Sin información disponible | Santiago Barboza León      |                  | Acción Popular                   |
| San Juan Bautista   | Félix Santiago Yalle       |                            | Partido Aprista Peruano    | Félix Santiago Yalle       |                  | Partido Aprista Peruano          |
| Santiago de Pischa  | Sin información disponible | Sin información disponible | Sin información disponible | Juan Saras Albujar         |                  | Lista Independiente N° 3         |
| Socos               | Sin información disponible | Sin información disponible | Sin información disponible | Guillermo Aliaga Seis      |                  | Lista Independiente N° 17        |
| Tambillo            | Sin información disponible | Sin información disponible | Sin información disponible | Fortunato Pinco Godoy      |                  | Movimiento Independiente Agrario |
| Vinchos             | Sin información disponible | Sin información disponible | Sin información disponible | Marcelino Morales Navarro  |                  | Acción Popular                   |